# Romeo Venturelli
Romeo Venturelli (Sassostorno di Lama Mocogno, 9 dicembre 1938 – Pavullo nel Frignano, 2 aprile 2011) è stato un ciclista su strada italiano. Passista-scalatore e cronoman, dopo gli ottimi trascorsi da dilettante fu professionista dal 1960 al 1971, vincendo una tappa al Giro d'Italia 1960, il Trofeo Baracchi 1960 e il Giro del Piemonte 1965.

## Carriera

### 1955-1959: le vittorie nelle categorie giovanili e tra i Dilettanti
Originario dell'appennino frignanese, da tesserato per l'U.S. Pavullese fu attivo tra gli Esordienti nel 1955, vincendo tre corse, e tra gli Allievi l'anno dopo, vincendo sette corse. Approdato nel 1957 alla categoria Dilettanti sempre con l'U.S. Pavullese, al primo anno si aggiudicò dieci corse, tra cui il Trofeo Mauro Pizzoli a Bologna e il Piccolo Giro di Lombardia a Oggiono. Al secondo anno, con quattordici vittorie, si distinse tra i migliori Dilettanti a livello nazionale, superato dal solo Livio Trapè: nel palmarès di Venturelli entrarono quell'anno tra le altre, oltre al secondo Trofeo Mauro Pizzoli, l'internazionale Coppa Fusar Poli a Romano di Lombardia, la Coppa Magistri a Varese, il Gran Premio Ezio Del Rosso a Montecatini Terme e la Coppa 29 Martiri a Figline di Prato. Nello stesso anno partecipò, con la maglia della Nazionale, alla Corsa della Pace, nella quale ottenne quattro top 10 di tappa, e al Mondiale di categoria a Reims, in cui chiuse quinto in volata.
Lasciata la U.S. Pavullese per tesserarsi con il G.S. Brooklyn di Empoli, nel 1959 ottenne ben ventitré successi, affermandosi, secondo la classifica redatta da Stadio, come il migliore dilettante italiano. Dopo i successi primaverili, il 25 aprile fece suo il Gran Premio della Liberazione a Roma, e in maggio in maglia azzurra vinse tre frazioni (di cui due a cronometro) nella Corsa della Pace, concludendo la prova al terzo posto in classifica generale; fu poi sesto ai tricolori di categoria a Roma. Nella seconda parte di stagione corse il Mondiale di categoria a Zandvoort, svolgendo ruoli di gregariato dato il circuito pianeggiante; si affermò anche nella Ruota d'Oro a tappe a Bergamo e nel Trofeo Baracchi di categoria in coppia con l'olimpionico Trapè.

### 1960: l'esordio nel professionismo
I risultati colti nella categoria Dilettanti attirarono l'interesse del "Campionissimo" Fausto Coppi, che, dopo aver seguito Venturelli per diverso tempo, per la stagione 1960 lo volle tra i professionisti nella sua San Pellegrino Sport. Nella prima stagione da professionista il giovane emiliano fu brillante: già il 14 marzo ottenne la prima vittoria, nella cronometro di Nîmes alla Parigi-Nizza davanti agli specialisti Roger Rivière e Jacques Anquetil, e pochi giorni dopo terminò sedicesimo alla Milano-Sanremo dopo essere caduto in discesa mentre era in fuga. Il 22 marzo vinse la tappa di Reggio Emilia alla Genova-Roma, sorta di prolungamento della Parigi-Nizza, in volata su André Darrigade. In maggio fece sue la frazione d'apertura del Giro di Romandia in Svizzera, staccando Anquetil in salita, e la classifica scalatori della corsa, e quindi al Giro d'Italia, il 20 maggio 1960, la cronometro di Sorrento del secondo giorno: in quella prova, 25 km caratterizzati dall'ascesa del Monte Faito, si impose con 6 secondi di margine sullo stesso Anquetil e andò a vestire la maglia rosa, simbolo del primato. Perse la maglia rosa già l'indomani, e solo tre giorni dopo, nell'ascesa al Terminillo, abbandonò la corsa per dolori allo stomaco.
A metà giugno fu ottavo al Trofeo Tendicollo Universal a cronometro, mentre nel finale di stagione, dopo i primi mesi di servizio militare (concluderà il periodo di leva dopo 20 mesi, anche a causa di 40 giorni di Camera di punizione di rigore), ottenne altri buoni risultati: fu quarto al Gran Premio di Lugano a cronometro, sesto in volata al Giro di Lombardia e infine, il 4 novembre 1960 a Brescia, vincitore al Trofeo Baracchi a cronometro in coppia con Diego Ronchini.

### Dal 1961: il declino e il ritiro
Dopo il 1960 non fu più capace di esprimere appieno le sue potenzialità. Nel 1961 passò alla brianzola Molteni diretta da Giorgio Albani, ma quell'anno non ottenne risultati e si ritirò sia alla Milano-Sanremo che al Giro d'Italia. Nel 1962 fu sostanzialmente inattivo. Tornato alla San Pellegrino-Firte per il 1963, sotto la direzione di Gino Bartali, in stagione colse come miglior piazzamento il quarto posto nella quarta prova del Trofeo Cougnet, a Trento.
Tornò a buoni livelli nella primavera del 1965: gareggiando inizialmente da isolato, fu secondo nel Grand Prix de Saint-Raphaël, gara di apertura di stagione, e quindi secondo nel Giro di Sardegna a tappe vinto da Rik Van Looy. Messo sotto contratto dalla Bianchi, il 13 marzo chiuse terzo alla Milano-Torino, e l'indomani tornò al successo dopo quasi cinque anni conquistando il Giro del Piemonte davanti a Roberto Poggiali in una volata a due. Alla successiva Milano-Sanremo si ritirò per caduta, mentre al Giro d'Italia in maggio abbandonò già nella prima tappa a seguito (si disse) di un alterco col compagno Pierino Baffi. L'anno seguente, ancora in maglia Bianchi, non ottenne piazzamenti.
Dal 1967 al 1971 le sue apparizioni in gare professionistiche, con le maglie di Salamini-Comet, Zona e da individuale, furono del tutto sporadiche. Concluse la carriera nel 1971, con sei vittorie all'attivo.

## Palmarès
- 1957 (dilettanti)

Coppa Mario Menozzi
Modena-Pavullo (cronometro)
Giro del Frignano
Trofeo Mauro Pizzoli
Coppa Appennino
Piccolo Giro di Lombardia
Trofeo della Vittoria
- 1958 (dilettanti)

Coppa Fusar Poli
Coppa Magistri
Gran Premio Giglio - Roma
Gran Premio di Stra
Gran Premio Belvedere di Fivizzano
Gran Premio Saice - Lugagnano
Circuito degli Assi di Pavullo
Trofeo Mauro Pizzoli
Gran Premio Ezio Del Rosso
Coppa Santini
Coppa 29 Martiri di Figline di Prato
- 1959 (dilettanti)

Bassano-Trento
Nazionale di Santo Stefano Magra
Gran Premio Riello
Coppa Giulio Burci
Gran Premio della Liberazione
4ª tappa, 1ª semitappa Corsa della Pace (Lipsia > Halle, cronometro)
8ª tappa Corsa della Pace (Brno > Zlín)
12ª tappa, 1ª semitappa Corsa della Pace (Siewierz > Częstochowa, cronometro)
Modena-Lama Mocogno
Giro del Frignano
Milano-Montevecchia
4ª tappa Ruota d'Oro (Bergamo, cronometro)
Classifica generale Ruota d'Oro
Trofeo Baracchi dilettanti
- 1960 (San Pellegrino Sport, cinque vittorie)

6ª tappa 2ª semitappa Parigi-Nizza (Vergèze > Nîmes, cronometro)
2ª tappa Genova-Roma (Viareggio > Reggio Emilia)
1ª tappa Giro di Romandia (Nyon > Montana)
2ª tappa Giro d'Italia (Sorrento > Sorrento, cronometro)
Trofeo Baracchi (cronocoppie, con Diego Ronchini)
- 1965 (Bianchi, una vittoria)

Giro del Piemonte

### Altri successi
- 1959 (dilettanti)

Classifica traguardi volanti Corsa della Pace
1ª tappa Ruota d'Oro (Bergamo > Copiano, cronosquadre)
- 1960 (San Pellegrino Sport)

Classifica scalatori Giro di Romandia

## Piazzamenti

### Grandi Giri
- Giro d'Italia

1960: ritirato (5ª tappa)
1961: ritirato (7ª tappa)
1965: ritirato (1ª tappa)

### Classiche monumento
- Milano-Sanremo

1960: 16º
- Liegi-Bastogne-Liegi

1961: 35º
- Giro di Lombardia

1960: 6º

### Competizioni mondiali
- Campionati del mondo

Reims 1958 - In linea Dilettanti: 5º
Zandvoort 1959 - In linea Dilettanti: 48º

## Citazioni e omaggi
- Il cantante Guido Foddis e il giornalista de La Gazzetta dello Sport Marco Pastonesi hanno dedicato al ciclista modenese la canzone La dieta di Venturelli.